# Schistidium pacificum
Schistidium pacificum là một loài Rêu trong họ Grimmiaceae. Loài này được (E. Lawton) Ochyra mô tả khoa học đầu tiên năm 1998.